# 삼성 웨이브
삼성 웨이브(Samsung Wave, Samsung S8500)는 삼성전자가 2010년 6월에 출시한 스마트폰이다. 최초로 바다 운영 체제가 탑재된 모델이기도 하다.

## 같이 보기
- 삼성 엑시노스
- 능동형 유기 발광 다이오드